# Nowy Dwór Gdański (stacja kolejowa)
Nowy Dwór Gdański – stacja kolejowa w Nowym Dworze Gdańskim, w województwie pomorskim, w Polsce.
Jest stacją końcową zawieszonej linii kolejowej (linia kolejowa nr 256) z Szymankowa.

## Historia
W okresie międzywojennym na stacji istniała placówka polskiej służby celnej, gdyż miasto Nowy Dwór Gdański leżało na terenie Wolnego Miasta Gdańska. Drewniany dworzec kolejowy pochodzący z okresu budowy linii kolejowej został zburzony w 1998. Z kompleksu dworcowego zachował się budynek dawnej kolejowej przychodni lekarskiej. Stacja była punktem ekspedycyjnym dla pasażerów i towarów. Posiadała zaplecze warsztatowe dla parowozów: wieżę ciśnień (zachowana), dwustanowiskową parowozownię, urządzenia do nawęglania oraz żuraw wodny. Stacja Nowy Dwór Gdański była też punktem stycznym - przeładunkowym z siecią Gdańskich Kolei Dojazdowych. Stacja obsługiwała również bocznice do magazynu GS oraz bazy magazynowej CPN. W latach osiemdziesiątych XX wieku rozpoczęto budowę sekcji eksploatacji sprzętu naprawczego infrastruktury kolejowej, której nigdy nie ukończono. 
10 lipca 1989 PKP zawiesiły kursowanie pociągów pasażerskich na linii nr 256, zamykając kasę biletową i poczekalnię. Wkrótce zamknięto budynek dworca oraz zlikwidowano mechaniczne urządzenia sterowania ruchem kolejowym (semafory). Ekspedycja towarowa, funkcjonująca później w budynku dworca Nowy Dwór Gdański Wąskotorowy została zamknięta 1 stycznia 1999. W 2000 zlikwidowano dwa tory główne dodatkowe. Obecnie stacja Nowy Dwór Gdański pełni rolę przystanku osobowego oraz ładowni publicznej, do której kilka razy w tygodniu dociera pociąg zdawczy obsługiwany przez PKP Cargo. 
Od 4 lipca 2009 do 2013 Arriva PCC (obecnie Arriva RP) wspólnie z Pomorskim Towarzystwem Miłośników Kolei Żelaznych oferowała produkt turystyczny pod nazwą "Wakacyjny pociąg nad morze". W każdą sobotę lipca i sierpnia pociąg osobowy z Grudziądza (poranny) i Kwidzyna (popołudniowy) kursował do Nowego Dworu Gdańskiego, gdzie był skomunikowany z pociągiem Żuławskiej Kolei Dojazdowej kursującym do Stegny i Sztutowa. Pociągi powrotne łączyły Nowy Dwór Gdański ze stacją Toruń Główny i Kwidzyn. Z oferty korzystało nawet 500 osób dziennie.

## Lokomotywownia
W Nowym Dworze funkcjonowała niewielka, dwustanowiskowa Lokomotywownia. Np. w okresie 1934-1939 była to tzw. Stacja Trakcyjna w Nowym Dworze Gdańskim, w 1941 Lokomotywownia Nowy Dwór Gdański (Lokbf Tiegenhof), zarządzana przez Lokomotywownię w Tczewie (Bw Dirschau). Obecnie nie istnieje.

## Połączenia do 2013
- Szymankowo
- Malbork
- Kwidzyn
- Grudziądz
- Toruń Główny